# Ancona (ankras)
Ancona (ankras) är en tam anka som kännetecknas av ett ovanligt och varierande fjäderdräktsmönster med brutna färger. Det är inte klart om den har sitt ursprung i Storbritannien eller USA. Den är inte erkänd eller listad av American Poultry Association, Entente Européenne d'Aviculture et de Cuniculture eller Poultry Club of Great Britain.

## Historik
Det brukar rapporteras att rasen först avlades i England i början av 1900-talet, troligen från samma stam som gav upphov till Magpie Duck, och introducerades till USA på eller före 1970-talet där den först visades 1983. :68 En artikel i Water Fowl Club of America Yearbook från 1913 rapporterar dock att en anka med samma namn hade utvecklats av en W.J. Wirt, från Knowlesville, New York, som hade döpt den efter hönsrasen Ancona. Fåglar av denna typ visades under de följande åren och tog två första priser på en hönsutställning i Boston 1915. Livestock Conservancy ger ingen beskrivning av dessa tidiga amerikanska anconaankor, eller någon jämförelse med den moderna rasen med samma namn.

## Kännetecken
Anconan är av medelstorlek och väger cirka 2,3–2,9 kg. Den har ett ovalt huvud och en något konkav näbb. Fjäderdräkten är brutenfärgad med oregelbundna färgfläckar på vit botten. Den vanliga färgen är svart och vit; andra färgvarianterter är: blå och vit, choklad och vit, silver och vit och lavendel och vit.:68  Näbben är gul, fläckig med svart eller mörkgrönt, och skänklarna är orange, markerade med svart eller brunt.
Den födosöker bra, är härdig och kan anpassa sig till olika miljöförhållanden.:68  

## Användning
Anconan är en bra värpare och producerar cirka 210–280 ägg per år. Dessa kan vara blå, gröna, vita, fläckiga, krämfärgade eller tonade. :68